# Túrovo (Krasnoiarsk)
|  | Per a altres significats, vegeu «Túrovo». |

Túrovo (en rus: Турово) és un poble del krai de Krasnoiarsk, a Rússia, segons el cens del 2010 tenia 276 habitants. Pertany al districte municipal d'Àban.